# Grand Supreme Blood Court
Grand Supreme Blood Court est un groupe néerlandais de death metal et death-doom, originaire de Twente, Overijssel. 

## Histoire
Le groupe est formé à Twente, Overijssel. eur premier album studio, Bow Down Before the Blood Court, sort le 12 novembre 2012 chez Century Media Records. Ils travaillent ensuite sur leur deuxième album pour une sortie prévue entre le milieu et la fin de l'année 2017, mais en avril 2018, la date de sortie n'est pas encore connue. 

## Membres

### Membres actuels
- Bob Bagchus (Grand Magistrate Bagchus) - batterie (depuis 2009)
- Eric Daniels (Grand Judge Daniels) - guitare (depuis 2009)
- Alwin Zuur (Grand Registrar Zuur) - guitare (depuis 2009)
- Martin van Drunen (Grand Prosecutor van Drunen) - chant (depuis 2009)
- Remco Kreft (Grand Executioner Kreft) - basse (depuis 2013)

### Anciens membres
- Theo van Eekelen (Grand Executioner van Eekelen) - basse (2009-2013)

## Discographie

### Albums studio
- 2012 : Bow Down Before the Blood Court